# Marius Funk
Marius Funk (Aalen, 1996. január 1. –) német korosztályos válogatott labdarúgó, a Greuther Fürth játékosa.

## Család
Testvére Patrick Funk szintén labdarúgó, az TSV Essingen klubjának játékosa.

## Statisztika
2015. július 29. szerint.
| Klub             | Szezon   | Bajnokság | Bajnokság | Kupa  | Kupa | Nemzetközi | Nemzetközi | Összesen | Összesen |
| Klub             | Szezon   | Mérk.     | Gól       | Mérk. | Gól  | Mérk.      | Gól        | Mérk.    | Gól      |
| ---------------- | -------- | --------- | --------- | ----- | ---- | ---------- | ---------- | -------- | -------- |
| VfB Stuttgart II | 2013–14  | 0         | 0         | 0     | 0    | -          | -          | 0        | 0        |
| VfB Stuttgart II | 2014–15  | 0         | 0         | 0     | 0    | -          | -          | 0        | 0        |
| VfB Stuttgart II | 2015–16  | 1         | 0         | 0     | 0    | -          | -          | 1        | 0        |
| VfB Stuttgart II | Összesen | 1         | 0         | 0     | 0    | 0          | 0          | 1        | 0        |
| Összesen         | Összesen | 1         | 0         | 0     | 0    | 0          | 0          | 1        | 0        |